# Agrégation de porteuses
Pour les articles homonymes, voir Agrégation.
L’agrégation de porteuses (en anglais : Carrier Aggregation ou CA) est une technique utilisée dans les réseaux de communications mobiles, dans les dernières générations de Wi-Fi et sur certains réseaux filaires afin d'augmenter le débit de données d’un utilisateur du réseau.
Plusieurs bandes de fréquences sont regroupées et attribuées à un utilisateur ce qui permet d’augmenter la vitesse maximale de transfert des données qui devient proportionnelle au nombre de porteuses utilisées. Les ressources radioélectriques peuvent ainsi être distribuées avec plus de souplesse entre les utilisateurs d'un réseau. 
L'agrégation de porteuses a commencé à être utilisée au début des années 2000 sur les réseaux mobiles 3G pour augmenter la rapidité de la transmission des données pour un utilisateur. On obtient ainsi du 3G̟+ : DC-HSDPA, DC-HSUPA, HSPA+, puis du 4G LTE, du 4G+ et la 5G. Ces avantages techniques bénéficient autant aux opérateurs qu'aux utilisateurs. Les multiples fréquences radio, tant montantes que descendantes, sont attribuées à plusieurs opérateurs mobiles opérant dans les mêmes blocs de spectre. Elles sont généralement attribuées via des enchères et des autorisations par des autorités réglementaires nationales telles l'Arcep en France. 
En 3G, DC veut dire double porteuse (dual carrier), cela signifie que la technologie employée utilise simultanément deux bandes de fréquence émises par une tour de téléphonie mobile.

## Utilisation

### Réseaux mobiles UMTS / HSPA+
La largeur de bande utile d’une porteuse d’un réseau mobile 3G UMTS / HSPA est d'environ 4 MHz avec un espacement de 5 MHz entre les fréquences centrales des porteuses. La dernière génération de l'UMTS : HSPA+ apporte l’agrégation de porteuses (le Dual Carrier) qui permet à un utilisateur d’utiliser deux canaux de téléchargement. L’agrégation de porteuses DC-HSPA+ est aussi appelée « double cellule » (dual cell). Le 3GPP a normalisé l’agrégation de porteuses pour HSPA+ dans les versions 8 et 9 (rel.8 et 9) des normes 3G UMTS ; elle autorise pour la liaison montante un maximum de deux canaux (porteuses) et un maximum de quatre canaux pour la liaison descendante. 
En pratique, en 2015, les réseaux 3G HSPA+ existants (H+) n’utilisent que 2 porteuses agrégées dans le sens descendant (download) et une seule porteuse en liaison montante, ce qui permet d’atteindre un débit crête théorique de 42 Mbit/s en download.

### Réseaux 4G LTE Advanced

Variantes d'agrégation de porteuses

Lors de son lancement commercial en 2010, le LTE (versions 8 et 9 des normes 3GPP) prenait en charge différentes largeurs de bande, mais était « mono-porteuse » (en réalité deux bandes de fréquences sont utilisées en LTE FDD : une pour la liaison montante, l'autre pour la  liaison descendante) ; chaque porteuse peut avoir une largeur de 1,4 MHz, 3 MHz, 5 MHz, 10 MHz, 15 MHz ou 20 MHz. 
En LTE Advanced (rel.10, 11, 12 et 13 des normes 3GPP), des ressources radio situées sur deux, trois ou quatre porteuses (ou plus) peuvent être agrégées et attribuées, à un instant donné, à un seul utilisateur ce qui permet d’augmenter son débit crête. Les  porteuses agrégées peuvent avoir des largeurs différentes, par exemple pour deux porteuses : un canal primaire à 10 MHz et un canal secondaire de 20 MHz et peuvent être contiguës ou pas; les informations de contrôle et de signalisation circulent sur le canal primaire (primary cell), les porteuses secondaires apportant un supplément de débit.
Les normes LTE Advanced publiées par le 3GPP (rel.12) permettent d’agréger jusqu’à 4 ou 8 porteuses (terminaux catégories 8, 14 et 16) ; la version suivante de la norme, parue en 2016 (rel.13) permet théoriquement d’agréger jusqu’à 32 porteuses (terminaux catégorie 17 en liaison descendante) pour pouvoir utiliser les bandes de fréquence « unlicensed » (ne nécessitant pas d'autorisation administrative) des 5 GHz ; les canaux de la bande 5 GHz doivent être partagés avec les réseaux Wi-Fi 802.11n, 11ac et 802.11ax.
En LTE Advanced et en 5G, les porteuses agrégées peuvent être situées dans des bandes de fréquence différentes (CA inter-bande) ou dans la même bande de fréquence, l’une à côté de l'autre (CA intra-bande, porteuses contiguës) ou encore dans la même bande de fréquences mais avec un espace entre les fréquences des porteuses agrégées.

### Réseaux Wi-Fi
Les normes de réseau local IEEE 802.11 (communément désignées par le terme Wi-Fi) utilisent des canaux radio de 20 MHz de largeur ; dans les premières générations de Wi-Fi, un seul canal de 20 MHz était utilisé par chaque point d'accès puis attribué dynamiquement aux terminaux Wi-Fi en mode half-duplex (c’est-à-dire alternativement en émission puis en réception). 
Depuis la publication des normes IEEE 802.11n en 2009, puis IEEE 802.11ac en 2013 et IEEE 802.11ax en 2021, les canaux (porteuses) peuvent être agrégés par groupes de 2 (norme 802.11n) puis par groupes de 2, 4 ou 8 avec les normes 802.11ac et 802.11ax, c’est-à-dire jusqu’à 160 MHz de largeur de bande. En Wi-Fi, les canaux agrégés doivent être adjacents.
L’agrégation à grande échelle (4 ou 8 canaux) n’est possible que dans les bandes de fréquences des 5 GHz et des 6 GHz (norme 802.11ax).
Cette agrégation permet d’augmenter considérablement le débit des points d’accès et des terminaux Wi-Fi compatibles.

### Réseaux câblés DOCSIS
DOCSIS est une norme permettant l'accès à Internet en utilisant les anciens réseaux de télévision par câble coaxial, combiné à de la fibre optique (réseaux HFC). 
Les normes Docsis historiques (1.0 et 2.0) utilisaient la bande passante du câble coaxial (environ 1 GHz) découpée en canaux de 6 ou 8 MHz (8 MHz en Europe : norme EuroDocsis). Un seul canal TV (une seule porteuse de 8 MHz) était utilisé pour transmettre les données Internet vers un abonné.
Avec la norme Docsis 3.0 publiée en 2006, plusieurs des canaux hérités de la télévision par câble et les porteuses associées peuvent être regroupés et agrégés sur la liaison descendante, par groupes de 2, 4, 8, 16 ou 24. Cela permet la transmission de données et l'accès à Internet à très haut débit (de 100 à 800 Mb/s en 2015). La norme 3.1 (publiée en 2014) permettra de dépasser 1 Gb/s en agrégeant des bandes de fréquences plus larges.

## Techniques d’agrégation

### Les deux variantes principales
Il existe deux techniques principales pour agréger des porteuses radioélectriques dans le but de transporter un flux de données plus élevé vers ou depuis un utilisateur du réseau :  
1. Répartir les données transmises en plusieurs flux, transmis chacun sur une porteuse ; cette technique conserve sur chacune des porteuses le type précis de modulation qui existait dans les réseaux du même type sans agrégation (CDMA, OFDMA…) ; les flux issus des différentes porteuses sont ensuite ré-assemblés en réception. C’est la technique utilisée dans les réseaux mobiles HSPA+ et LTE Advanced (jusqu’à la version 12 des normes 3GPP) ainsi que sur les réseaux câblés Docsis 3.0 ; elle a l’avantage de faciliter la compatibilité ascendante avec les terminaux de générations précédentes (sans CA). Cette technique est similaire à l'agrégation de liens utilisée sur les réseaux filaires[9].
2. Regrouper les bandes de fréquences de porteuses contiguës et moduler le signal sur l’ensemble de la bande de fréquence ainsi constituée. C’est la technique utilisée en Wi-Fi (802.11n, 802.11ac et 802.11ax) et en Docsis 3.1 (24 bandes de fréquences de 8 MHz sont agrégées dans une bande de fréquence de 192 MHz[7]) ; cette deuxième solution est celle qui permet la plus grande densité spectrale, elle autorise donc des débits crêtes un peu plus élevés.

### Avantages et inconvénients des 2 variantes
La première technique consistant à moduler indépendamment les porteuses a l’avantage de la simplicité et permet de réutiliser plus facilement les composants matériels des précédentes générations, par exemple : les accélérateurs HW réalisant la transformée de Fourier de 2048x2048 définie par les normes LTE (codage OFDMA) ; cette taille de FFT limite la largeur de la bande de fréquences d'une porteuse LTE à 20 MHz. 
Cette solution rend plus simple la cohabitation dans un même réseau de terminaux avec et sans CA, elle permet aussi d’agréger des porteuses situées dans des bandes de fréquences différentes (par exemple : 800 MHz et 2 600 MHz) et de largeurs différentes.
Elle oblige, par contre, à conserver les « bandes de garde » autour de chaque porteuse : 1,2 MHz en HSPA+ (24 % de la largeur de la bande de fréquence), environ 2 MHz en LTE (10 % d'une bande de 20 MHz) et environ 1,3 MHz en Docsis (16 %), ce qui diminue le débit crête potentiel.
La deuxième variante qui regroupe les bandes de fréquences agrégées en une seule porteuse est spectralement plus efficace ; on conserve dans ce cas seulement 2 « bandes de garde » (pour éviter les interférences) : une de « chaque côté » de la nouvelle porteuse ; par contre, cette technique entraîne une rupture de compatibilité avec les anciens matériels « sans agrégation » et avec les terminaux existants ; elle implique un matériel plus complexe : capable de traiter plus de sous porteuses en parallèle (cas des modulations basées sur l'OFDM), donc avec une « transformée de Fourier » de plus grande taille à calculer en temps réel, même quand le trafic est faible. Cette technique n’est applicable que si les porteuses agrégées utilisent des bandes de fréquence contiguës ; c’est par exemple le cas des réseaux Wi-Fi utilisant la bande des 5 GHz et des réseaux câblés DOCSIS.

## Choix du nombre de porteuses
Selon le type de réseau, les porteuses peuvent être attribuées statiquement ou dynamiquement aux utilisateurs du réseau par le point d’accès (Wi-Fi), l'eNode B (4G) ou le CMTS (réseau câblé).
Dans le cas des réseaux câblés Docsis et des réseaux Wi-Fi, l’attribution d’une ou plusieurs porteuses agrégées est faite lors de la connexion d’un terminal au point d'accès, en fonction des capacités du terminal (nombre de canaux / porteuses supportés) et des ressources spectrales (porteuses) disponibles. Cette attribution de fréquences s’accompagne généralement de l’attribution d’une adresse IP et reste valable pendant toute la durée de la session. 
Dans le cas des réseaux mobiles (HSPA+ et LTE Advanced), l’allocation est dynamique, la connexion initiale et la signalisation ont lieu sur la porteuse primaire (primary cell) ; les (ou la) porteuse(s) secondaires sont attribuées ou supprimées dynamiquement (plusieurs fois par seconde en LTE) en fonction du débit nécessaire au terminal et en fonction des ressources radio disponibles dans les cellules radio concernées. Ceci permet un partage plus efficace de la ressource radio entre plusieurs terminaux.